# Мирко Бојић
Мирко Бојић (Београд, 1. јул 1932 — 16. март 2020) био је југословенски и српски новинар, репортер, спољнополитички коментатор, уредник и публициста, дугогодишњи главни и одговорни уредник Илустроване Политике и члан Удружења за културу, уметност и међународну сарадњу „Адлигат” у Београду.

## Биографија
Новинарством је почео да се бави још као студент физичке хемије на Београдском универзитету. Прве репортаже објавио је у листу Дуга, а по оснивању Илустроване Политике прешао је у ту редакцију. Извештавао је из земље и из иностранства, из мирнодопских и ратних услова. Био је први југословенски новинар који је посетио Кину 1969, и извештавао о различитим дешавањима са путовања по Сибиру, Чукотки, Камчатки и совјетском Северном полу, из већег броја европских земаља, земаља Африке и из САД.
Од 1975. током следећих 12 година био је главни и одговорни уредник Илустроване Политике чији  је недељни тираж тих година континуирано износио више од 200.000 примерака. Крајем те деценије Илустрована Политика је прва објавила серију написа о политичким, друштвеним и националним проблемима на Косову и многе друге друштвено ангажоване текстове. Током његовог вођења овог листа установљене су манифестације као што су Београдска бициклијада, Регата одмора и забаве и друге, као и награде „Златна труба” на сабору у Гучи, „Сребрна пахуљица” за најбољи зимски рекреативни центар и друге.
Од 1987. до 1991. био је дописник Политике из југоисточне Азије, из Њу Делхија, Индија. По повратку, до пензионисања, радио је као један од уредника на спољној рубрици Политике.
Током 1990их писао је за више листова и био један од оснивача, уредника и новинара листа за дијаспору.
Његов отац Драгољуб Бојић био је професор геологије из Београда, а мајка Аница (Илић) Бојић кћерка професора историје Радивоја Илића, директора гимназије у Крушевцу и у Београду.
Чувени српски песник Милутин Бојић је био стриц Мирка Бојића и рођени брат Драгољуба Бојића. Мирко је Удружењу за културу, уметност и међународну сарадњу „Адлигат” поклонио Милутинову оригиналну посетницу (визит карту). У Удружењу је био члан од 2015. године, заједно са супругом.
Мирко Бојић био је ожењен Марином (Кашанин) Бојић, а њихова кћерка је Зоја Бојић.
Преминуо је 16. марта 2020. године и сахрањен је на Новом гробљу у Београду.

## Из рецензије за књигу „Земљо Индијо"
- ГЛЕДАТИ Индију изблиза за радознале је изузетан добитак, али и најмрзовољније Индијце не оставља равнодушним. То је сусрет са јединственом и највећом на свету мешавином векова, схватања, понашања, поступака, са чудним удруживањем злата и пластике, храмова и фрижидера, џет-сета и сиротиње, богова и компјутера... Разноврстан је природни закон Индије.
Овим речима отвара своју документарну књигу „Земљо Индијо" Мирко Бојић (1932) истакнути новинар и репортер, и дугогодишњи дописник из ове далеке, необичне и изузетно занимљиве и пријатељске земље.
- Ова књига нам открива душу Индије, душу саздану од историје, митологије, поднебља, наслеђа, обичаја, људских судбина, савремене стварности, перспективе, али нам такође, на узбудљив и сугестиван нацин, открива матрицу по којој пулсира данашњи свет - рекао је Чедомир Мирковић, савезни министар на јучерашњој конференцији за штампу у "Просвети". Вечерње Новости, 30. септембар 2000.